# Fenobarbital
Fenobarbital, luminal (łac. Phenobarbitalum) – organiczny związek chemiczny, fenylowo–etylowa pochodna kwasu barbiturowego. Stosowany jako środek o bardzo silnym działaniu nasennym i uspokajającym, należy do grupy barbituranów. Ma również silne i długotrwałe działanie przeciwdrgawkowe. W dużych dawkach indukuje długi sen z okresem ponarkotycznymWprowadzony do lecznictwa w 1912 roku przez firmę farmaceutyczną Bayer pod nazwą handlową Luminal. Działanie opiera się na interakcji z kompleksem receptora GABA. Fenobarbital, jak i inne barbiturany, powoduje zwiększenie powinowactwa receptora do endogennych ligandów. Wpływa także bezpośrednio na kanał chlorkowy. W ten sposób prowadzi do hiperpolaryzacji błony komórkowej neuronu i tłumi jego aktywność.

## Działanie
Barbiturany modyfikują przewodnictwo jonów Na+, Cl− i Ca2+. Działają niezależnie od GABA przez swoje miejsce rozpoznawcze (receptor GABA-A), bezpośrednio stymulując przepływ anionów Cl−. Ta niezależność pozwala kwasowi γ-aminomasłowemu (GABA) doprowadzać prawie bez ograniczenia do bardzo głębokiego i długotrwałego hamowania wielu podstawowych funkcji mózgu. Nasilają hamowanie zarówno presynaptyczne, jak i postsynaptyczne. Wiąże się z receptorem GABA–A (nie wiąże się z GABA-C). Przedłuża okres otwarcia kanału Cl− w receptorze GABA–A (Benzodiazepiny zwiększają częstotliwość otwarcia kanału Cl−).
Wywiera działanie przez wpływ na kompleks receptorowy GABA związany z kanałem dla jonów Cl−, po związaniu z kompleksem receptorowym powoduje nasilenie hamowania GABA-ergicznego w wyniku zwiększonego napływu jonów chlorkowych do wnętrza neuronu. Blokuje zależny od napięcia kanał wapniowy. Prawdopodobnie zaburza równowagę między procesami pobudzania a hamowania neuronów w różnych strukturach mózgu, poprzez nasilenie blokującego wpływu GABA na przekaźnictwo nerwowe (receptory GABA-A). Fenobarbital działa hamująco na neurony układu limbicznego, tworu siatkowatego w mózgu, a także podwzgórza, upośledza przekazywanie bodźców do kory mózgowej z tych struktur. Fenobarbital wzmacnia efekt hamujący neuroprzekaźnika GABA a podany w wysokich dawkach działa jak analog GABA. Jest jednym z modulatorów receptora GABA-A. Redukuje pobudzający wpływ glutaminianów.
Eliminacja: ok. 25% przez nerki w postaci niezmienionej (większy odsetek przy moczu alkalicznym lub przy poliurii), reszta metabolizowana w wątrobie. Poziom leczniczy w osoczu 15–40 mg/l.

## Wskazania
Napady ogniskowe, lek przeciwdrgawkowy drugiego wyboru przy napadach grand mal, najczęściej w kombinacji. Serie wielkich napadów, stan padaczkowy grand mal: lek drugiego wyboru, jeżeli fenytoina, diazepam lub klonazepam nie są skuteczne. Lek nasenny. Powoduje również zmniejszenie poziomu bilirubiny we krwi.
Skuteczne jest również podawanie fenobarbitalu w żółtaczce fizjologicznej noworodków ze względu na zdolność indukowania układu metabolizującego bilirubinę niesprzężoną.

## Przeciwwskazania
- choroba wieńcowa
- miastenia
- zatrucie alkoholem lub lekami uspokajającymi
- ostra porfiria wątrobowa
- ciężkie zaburzenia czynności nerek i wątroby
- wstrząs
- stan astmatyczny
- ciąża
- okres karmienia.

## Dawkowanie
- dożylnie 100 mg powoli w ciągu co najmniej 4 min
- perfusor: 600 mg na 50 ml 0,9% NaCl, podawać 0,2–0,4 mg/kg m.c./godz. = 12–24 mg/godz. = 12-24 ml/godz. dla pacjenta 60 kg m.c.
- maksymalna dawka dzienna 600 mg
- domięśniowo maksymalnie 800 mg/d jako okresowa ochrona przed atakami, jeżeli doustne podanie innych leków przeciwpadaczkowych nie jest możliwe (np. z powodu zabiegu).

## Objawy niepożądane
Możliwe działania niepożądane:
- niewydolność serca
- hipotermia po dużych dawkach
- zaparcie.

Przy długotrwałym podawaniu:
- osteopatia (niedobór witaminy K)
- u noworodków matek leczonych fenobarbitalem niedokrwistość megaloblastyczna (niedobór kwasu foliowego)
- polyfibromatosis (przykurcz Dupuytrena, bolesna sztywność barku)
- dysforia
- zaburzenia świadomości
- stany podniecenia
- spowolnienie reakcji
- paradoksalne reakcje
- wysypki
- bóle głowy
- wstrząs
- bradykardia
- zaburzenia wzroku.

Wywołuje nowotwory u myszy i szczurów. Możliwy karcynogen dla człowieka (klasyfikacja IARC: 2B).

## Interakcje
Inne ośrodkowo działające leki i alkohol powodują wzmocnienie działania uspokajającego fenobarbitalu. Równoczesne stosowanie kwasu walproinowego powoduje podwyższenie poziomu fenobarbitalu w osoczu wskutek zwolnionej eliminacji.
Indukcja enzymatyczna -» przyspieszony rozkład hormonów steroidowych (doustne środki antykoncepcyjne, kortykosteroidy), inne leki przeciwpadaczkowe, dikumarol, izoniazyd, chloramfenikol i wiele innych.

## Zatrucia ostre
Przedawkowanie wywołuje głęboki sen, a następnie śpiączkę wraz z niebezpieczeństwem porażenia układu oddechowego. Niekiedy daje się zauważyć tzw. hippus, swoisty objaw fenobarbitalu polegający na nagłym rozszerzeniu, a następnie zwężeniu źrenic. Fenobarbital przyjęty jednorazowo w dawce 1 g może spowodować zgon, dawka śmiertelna wynosi średnio 4 g. Leczenie polega głównie na przyspieszeniu eliminacji leku z organizmu poprzez diurezę z alkalizacją, hemodializę lub hemoperfuzję oraz wspomaganiu krążenia i oddychania (drenaż dróg oddechowych, tlenoterapia).

## Preparaty – Polska
W Polsce dostępne są preparaty proste Phenobarbitalum (subst. do receptury aptecznej) i Luminalum (tabletki lub czopki) oraz preparaty złożone:
- Bellergot, tabl. (luminal + winian ergotaminy + wyciąg z pokrzyku wilczej jagody)
- Milocardin, krople doustne (luminal + bromural + olejek z mięty pieprzowej + olejek chmielowy); wycofany z obrotu[8].